# Lucy Beaumont
Pour les articles homonymes, voir Beaumont.
Lucy Beaumont est une actrice britannique, née le 18 mai 1873 à Bristol (Angleterre), morte le 24 avril 1937 à New York (État de New York).

## Biographie
Vers la fin des années 1890, Lucy Beaumont débute au théâtre dans son pays natal puis, installée aux États-Unis, joue à Broadway (New York) entre 1914 et 1935. Sur les planches new-yorkaises, elle contribue principalement à des pièces, dont Berkeley Square (en) de John L. Balderston, avec Leslie Howard, représentée de novembre 1929 à mai 1930. Mentionnons aussi la comédie musicale Chu Chin Chow (en), sur une musique de Frederic Norton (en), avec Tyrone Power Sr., jouée d'octobre 1917 à avril 1918.
Au cinéma, Lucy Beaumont apparaît pour la première fois en 1919, puis régulièrement de 1923 à 1937, année de sa mort. Parmi ses cinquante-sept films (américains, sauf un britannique en 1934), dont environ la moitié muets, citons Le Torrent de Monta Bell (1926, avec Ricardo Cortez et Greta Garbo), La Foule de King Vidor (1928, où elle est la mère d'Eleanor Boardman), Âmes libres de Clarence Brown (1931, avec Norma Shearer et Leslie Howard), ou encore Les Poupées du diable de Tod Browning (son avant-dernier film en 1936, avec Lionel Barrymore  et Maureen O'Sullivan).

## Théâtre

### En Angleterre  (sélection)
(pièces jouées à Bristol)
- 1898-1899 : Sinbad le marin (Sinbad the Sailor) de William Wade
- 1912-1913 : Doormats d'Hubert Henry Davies
- 1913-1914 : The Silver Box de John Galsworthy, avec Sybil Thorndike ; Hindle Wakes de Stanley Houghton

### À Broadway (intégrale)
- 1914 : My Lady's Dress d'Edward Knoblauch, avec Mary Boland
- 1915 : The Unborn de Beulah Poynter
- 1916-1917 : Little Lady Blue d'Horace Hodges et T. Wigney Percyval, production de David Belasco
- 1917-1918 : Chu Chin Chow, comédie musicale, musique de Frederic Norton, lyrics et livret d'Oscar Asche, avec Tyrone Power Sr.
- 1921 : The Champion de Thomas Louden et A. E. Thomas, avec Grant Mitchell
- 1921 : Wait 'Til We're Married d'Hutcheson Boyd et Rudolph Bunner, avec Edna May Oliver
- 1922 : Rosa Machree d'Howard E. Rose
- 1929-1930 : Berkeley Square de John L. Balderston, d'après le roman inachevé Le Sens du passé (The Sense of the Past) d'Henry James, mise en scène et produite par Leslie Howard et Gilbert Miller, avec Margalo Gillmore, Robert Greig, Leslie Howard
- 1933 : John Ferguson de St. John Ervine
- 1933-1934 : The Lake de Dorothy Massingham et Murray MacDonald, avec Blanche Bates, Colin Clive, Katharine Hepburn, Rosalind Ivan, Lionel Pape, Philip Tonge, O. Z. Whitehead
- 1935 : The Bishop Misbehaves de Frederick J. Jackson, avec Walter Connolly, Alan Marshal, Jane Wyatt

## Filmographie partielle
(films américains, sauf mention contraire)
- 1923 : Ashes of Vengeance de Frank Lloyd
- 1923 : Lucretia Lombard de Jack Conway
- 1923 : Cupid's Fireman de William A. Wellman
- 1923 : Enemies of Children de Lillian Ducey et John M. Voshell
- 1924 : Good Bad Boy d'Edward F. Cline
- 1924 : The Last of the Duanes de Lynn Reynolds
- 1924 : The Family Secret de William A. Seiter
- 1925 : Le Sans-Patrie (The Man Without a Country) de Rowland V. Lee
- 1925 : Lorsqu'on est trois (The Trouble with Wives) de Malcolm St. Clair
- 1926 : Men of the Night d'Albert S. Rogell
- 1926 : Le Torrent (Torrent) de Monta Bell
- 1926 : Deux maris, des soucis ! (Along Came Auntie) de Fred Guiol et Richard Wallace (court métrage)
- 1926 : The Old Soak d'Edward Sloman
- 1927 : L'Étrange Aventure du vagabond poète (The Beloved Rogue) d'Alan Crosland
- 1927 : The Love Wager d'Henry Otto
- 1927 : Resurrection d'Edwin Carewe
- 1927 : Âme errante (Closed Gates) de Phil Rosen
- 1928 : Outcast Souls de Louis Chaudet
- 1928 : La Foule (The Crowd) de King Vidor
- 1928 : The Little Yellow House de James Leo Meehan
- 1928 : The Branded Man de Scott Pembroke et Phil Rosen
- 1929 : The Greyhound Limited d'Howard Bretherton
- 1929 : Chante-nous ça ! (Sonny Boy) d'Archie Mayo
- 1929 : Knights Out de Norman Taurog
- 1929 : The Ridin' Demon de Ray Taylor
- 1929 : The Girl in the Show d'Edgar Selwyn
- 1931 : Âmes libres (A Free Soul) de Clarence Brown
- 1931 : Caught Plastered de William A. Seiter
- 1931 : New Adventures of Get Rich Quick Wallingford de Sam Wood
- 1932 : Cheaters at Play d'Hamilton MacFadden
- 1932 : Three Wise Girls de William Beaudine
- 1932 : Midnight Lady de Richard Thorpe
- 1932 : Silence... on tourne ! (Movie Crazy) de Clyde Bruckman et Harold Lloyd
- 1933 : His Double Life d'Arthur Hopkins et William C. de Mille
- 1934 : Blind Justice de Bernard Vorhaus (film britannique)
- 1934 : Temptation de Max Neufeld
- 1935 : Condemned to Live (en) de Frank R. Strayer
- 1935 : False Pretenses (en) de Charles Lamont
- 1936 : Les Poupées du diable (The Devil-Doll) de Tod Browning
- 1937 : Le Démon sur la ville (Maid of Salem) de Frank Lloyd